# 抚仙四须鲃
抚仙四须鲃（学名：Barbodes fuxianhuensis）为鲤科四须鲃属的鱼类，俗名海心马鱼。在中国，分布于云南抚仙湖等，一般生活于较浅湖区湖湾处中上层水体。该物种的模式产地在抚仙湖。

## 扩展阅读
維基物種上的相關：抚仙四须鲃